# غونزالو فيلهو كابرال
غونتشالو فيلهو كابرال (بالبرتغالية: Gonçalo Velho Cabral) وهو رحالة و راهب كاثوليكي برتغالي ولد في سنة 1400 وهو مكتشف جزر الازور في المحيط الأطلسي، ومنها جزيرة ساو ميغيل وجزيرة سانتا ماريا وجزيرة فورميغاس. وكان اكتشافه هذا بداية عصر الاكتشاف توفي في سنة 1460.